# Chau Giang
Chau Tu Giang (Vietnam, 2 juli 1955) is een professioneel Amerikaans pokerspeler. Hij heeft in zijn loopbaan drie WSOP bracelets gewonnen. In totaal heeft Giang meer dan $3 miljoen gewonnen in live-toernooien.

## Biografie
Giang is door middel van een kleine boot vanuit Vietnam naar Florida gedreven. Hier aangekomen werkte hij veelal baantjes die tegen het minimumloon aan betaalden. Hij verhuisde naar Colorado en werd hier kok. Hiermee verdiende hij $160 per week en toen begon hij ook met poker. Zijn succes bracht hem in Las Vegas, waar hij in zijn eerste jaar als professional meer dan $100.000 won.

## Resultaten
In 1993 behaalde Giang zijn eerste grote successen door 2de te worden in het $1,500 Pot Limit Hold'em event en 1ste te worden in het $1,500 No Limit Ace to Five Draw event.
In 1996 kwam hij voor het eerst in the money op het hoofdtoernooi van de WSOP, door als 13de te eindigen.
Giang won zijn 2de bracelet in 1998 door het $2,000 Omaha 8 or Better event te winnen. Zijn 3de bracelet won hij in 2004 in het $2,000 Pot Limit Omaha event.

### Gewonnen bracelets
| Jaar | Toernooi                         | Prijs (US$) |
| ---- | -------------------------------- | ----------- |
| 1993 | $1,500 No Limit Ace to Five Draw | $82,800     |
| 1998 | $2,000 Omaha 8 or Better         | $150,960    |
| 2004 | $2,000 Pot Limit Omaha           | $187,920    |